# Хроника Виченцы
Хроника Виченцы (лат. Cronica Vincentina) — написанное неизвестным автором на латинском языке в перв. пол. XIII в. в г. Виченца историческое сочинение, озаглавленное как «Сокращение хроники Виченцы». Сдержит обширные заимствования из «Хроники» Готфрида Витербского, наряду с которыми присутствуют и некоторые уникальные сведения по истории Италии, Папства и Священной Римской империи. Охватывает период от Р. Х. до 1242 г.

## Издания
- Cronica Vincentina / ed. G. Waitz // MGH, SS. Bd. XXIV. Hannover, 1879, p. 149—150[2].

## Переводы на русский язык
- Хроника Виченцы в переводе И. М. Дьяконова на сайте Восточная литература